# Aufstocker
Aufstocker sind in der Terminologie der Bundesagentur für Arbeit Personen, die Leistungen nach dem SGB II ergänzend zum Arbeitslosengeld (Arbeitslosengeld I) erhalten. Dies kann der Fall sein, wenn die Ansprüche auf Arbeitslosengeld I zu gering sind, um das Existenzminimum zu decken. In der Umgangssprache in Deutschland ist Aufstocker ein Begriff für Personen, die mit ihrer Beschäftigung ein so geringes Einkommen erzielen, dass sie ergänzend finanzielle Leistungen vom Jobcenter erhalten. Die Arbeitsmarktstatistik spricht hier jedoch offiziell von „erwerbstätigen  Arbeitslosengeld II-Beziehern“ oder „Ergänzern“.

## Leistungsarten
Aufgestockt werden kann jede Art von Einkommen: Es kann sich um Arbeitseinkommen aus einem Beschäftigungsverhältnis, um Einkünfte aus selbständiger Tätigkeit oder um Sozialleistungen (Arbeitslosengeld, Krankengeld, Verletztengeld, Übergangsgeld, Rente wegen teilweiser Erwerbsminderung) handeln.

## Anspruch auf Grundsicherungsleistungen
Erwerbsfähige haben Anspruch auf Arbeitslosengeld II (Regelbedarf, Bedarfe für Unterkunft und Heizung, eventuelle Mehrbedarfe) ergänzend zu ihrem Einkommen, wenn ihr anrechenbares Einkommen nicht ausreicht, um davon die genannten Bedarfe zu decken und wenn auch kein oder kein ausreichendes einzusetzendes Vermögen vorhanden ist.
Das Einkommen wird nach bestimmten Regeln „angerechnet“ (§ 11 SGB II in Verbindung mit der Alg-II-Verordnung). Es werden bestimmte Beträge abgesetzt (Absetzbeträge nach § 11b SGB II). Wegen der Freibeträge nach § 11b Abs. 2 und Abs. 3 SGB II liegen die Einnahmen eines erwerbstätigen Aufstockers insgesamt über den Leistungen zur Grundsicherung. Hierdurch soll ein Anreiz für die Aufnahme einer Erwerbstätigkeit gesetzt werden.

## Anspruch auf Arbeitsförderungsleistungen
Aufstocker haben außerdem Anspruch auf aktive Arbeitsförderung oder Eingliederungsleistungen nach dem Dritten Buch Sozialgesetzbuch.

## Erwerbstätige Leistungsbezieher in der Sozialstatistik
Im November 2012 gab es bzgl. des Arbeitslosengelds II
- 4,334 Mio. Personen erwerbsfähige Leistungsberechtigter, davon waren
- 1,310 Mio. Personen bzw. 30 % erwerbstätig (auf Kreisebene zwischen 21 % und 43 %), davon waren
- 1,196 Mio. Personen bzw. 91 % abhängig erwerbstätig (auf Kreisebene zwischen 84 % und 99 %, die anderen selbständig), davon hatten
- 0,329 Mio. Personen bzw. 28 % ein Einkommen oberhalb von 800 Euro (auf Kreisebene zwischen 17 % und 44 %).[4]

Demzufolge sind etwa 9 % der erwerbsfähigen Leistungsberechtigten abhängig erwerbstätig beschäftigt mit einem Einkommen oberhalb von 800 Euro.
Die Anzahl der Bedarfsgemeinschaften, in denen mindestens ein sozialversicherungspflichtig vollzeit Beschäftigter Leistungsberechtigter lebt, lag
- 2007 bei 382.000 Bedarfsgemeinschaften,
- 2008 bei 377.000 Bedarfsgemeinschaften,
- 2009 bei 332.000 Bedarfsgemeinschaften,
- 2010 bei 334.000 Bedarfsgemeinschaften,
- 2011 bei 327.000 Bedarfsgemeinschaften.[5]

| Jahr          | Erwerbstätige ALGII-Bezieher | Anteil aller ALGII-Bezieher | davon sozial- versicherungs- pflichtig | Anteil aller sozial- versicherungs- pflichtig Beschäftigten | davon in Vollzeit | davon alleinlebend | Quelle            |
| ------------- | ---------------------------- | --------------------------- | -------------------------------------- | ----------------------------------------------------------- | ----------------- | ------------------ | ----------------- |
| Juni 2005     |                              |                             |                                        | 3,3 %                                                       |                   |                    | [ 6 ] [ 7 ]       |
| 2007          | 1.219.981                    | 23,1 %                      |                                        | 2,6 %                                                       |                   |                    | [ 6 ] [ 8 ] [ 9 ] |
| 2008          | 1.321.671                    |                             |                                        |                                                             |                   |                    | [ 8 ]             |
| 2009          | 1.324.809                    |                             |                                        | 5,1 %                                                       |                   |                    | [ 6 ] [ 8 ]       |
| 2010          | 1.404.188                    | 28,3 %                      |                                        |                                                             | 331.000           |                    | [ 8 ] [ 9 ]       |
| 2011          | 1.400.000                    |                             |                                        | 2,5 %                                                       | 329.000           | 79.500             | [ 10 ]            |
| Dezember 2011 | 1.355.000                    | 30,0 %                      |                                        |                                                             |                   |                    | [ 6 ]             |
| Juli 2012     | 1.320.000                    |                             | 557.000                                |                                                             | 350.000           |                    | [ 11 ]            |
| Juni 2013     | 1.300.000                    |                             |                                        |                                                             | 218.000           | 47.000             | [ 12 ]            |
| Juni 2021     | 868.000                      | 23,0 %                      | 455.000                                |                                                             | 107.000           |                    | [ 13 ]            |
| Juni 2023     | 779.000                      | 20,0 %                      | 380.000                                |                                                             | 83.000            |                    | [ 14 ]            |

Im Juni 2010 gab es knapp über 1,4 Millionen Aufstocker in Deutschland.
Bei Einführung des neuen Grundsicherungsrechts gab es im Jahresdurchschnitt 2005 insgesamt 4,89 Mio. Bezieher von Arbeitslosengeld II. Davon waren 2,77 Mio. arbeitslos gemeldet. Die übrigen 2,12 Mio. Leistungsbezieher waren „vor allem Personen, die noch die Schule besuchen, die Arbeitslosengeld II als aufstockende Hilfe ergänzend zum Lohn aus einem Beschäftigungsverhältnis bekommen, Personen, die an einer Qualifizierungsmaßnahme teilnehmen oder wegen besonderer Umstände dem Arbeitsmarkt nicht zur Verfügung stehen.“
2007 waren 1,22 Mio. Aufstocker (23,1 Prozent der Leistungsempfänger). Bis Juni 2010 hat sich der Anteil auf 28,3 Prozent erhöht (= rund 1,4 Millionen). Den größten Anteil von Aufstockern gab es im Juni 2010 mit 32,6 Prozent in Sachsen-Anhalt. Bundesweit lag dieser Anteil 2013 bei 29,6 Prozent.
Einer Studie des DGB zufolge, ist der Anteil der Aufstocker an den sozialversicherungspflichtig Beschäftigten vom Juni 2005 bis September 2009 in den neuen Bundesländern von 3,3 auf 5,1 Prozent angestiegen. In den westlichen Bundesländern sei der Anteil im selben Zeitraum von 1,1 auf 2 Prozent gestiegen. Die höchste Quote sei demnach in Berlin mit 6,5 Prozent Aufstockern festzustellen gewesen. Der Übergang in eine besser bezahlte Tätigkeit gelinge nur sehr selten; insoweit gebe es keine Veränderungen gegenüber der Zeit vor der Einführung der Grundsicherung für Arbeitsuchende. Es dominierten kurzfristige prekäre Beschäftigungen in Leiharbeit. 39,2 Prozent der ostdeutschen Aufstocker (29,5 Prozent der westdeutschen) verdienten unter 5 Euro in der Stunde, 37,3 Prozent (im Westen: 28,3 Prozent) unter 7,50 Euro. Das Armutsrisiko liege mit 14,3 Prozent doppelt so hoch wie bei der übrigen sozialversicherungspflichtig beschäftigten Bevölkerung.
Im Jahr 2011 seien an mehr als 1,21 Millionen Bedarfsgemeinschaften mit Aufstockern durchschnittlich 737 Euro je Monat gezahlt worden.

## Problematik der steigenden Aufstockerzahl
Unter anderem wegen der starken Zunahme der Aufstocker unter den Erwerbstätigen wurde in neuerer Zeit zunehmend die Einführung eines Mindestlohns gefordert, der zum 1. Januar 2015 per Mindestlohngesetz eingeführt worden ist. Trotzdem gab es 2020 noch 1 Mio. Aufstocker. Außerdem gab es Forderungen nach Einführung eines bedingungslosen Grundeinkommens, was jedoch sozial- und wirtschaftspolitisch umstritten ist. Der DGB hat sich dagegen ausgesprochen, den Selbstbehalt für hinzuverdienende Empfänger von Grundsicherungsleistungen anzuheben, weil damit ein Anreiz für Arbeitgeber verbunden sein könnte, Löhne noch weiter zu senken.
Heike Göbel wies in der FAZ darauf hin, dass Aufstocken zwar Menschen helfe, „Chancen auf eine bessere Arbeit zu wahren. Es bietet Unternehmen aber auch Anreiz, sich mit subventionierter Beschäftigung einzurichten und den Staat auszubeuten.“